# DM12
DM12 – niemiecki pocisk kumulacyjny. Wystrzeliwany z gładkolufowych armat czołgowych kalibru 120 mm. Wchodzi w skład jednostki ognia czołgu Leopard 2.

## Dane taktyczno-techniczne
- Kaliber: 120 mm
- Masa pocisku: 13,5 kg
- Masa głowicy bojowej: 1,8 kg
- Prędkość wylotowa: 1140 m/s
- Maksymalne ciśnienie w lufie: 450 MPa
- Przebijalność: ?